# London Borough of Bromley

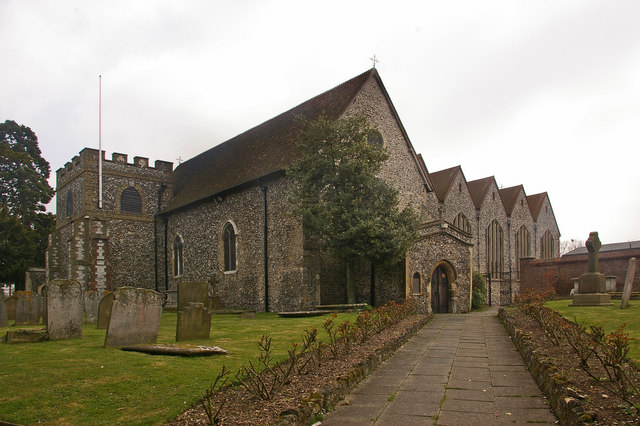
kościół All Saints

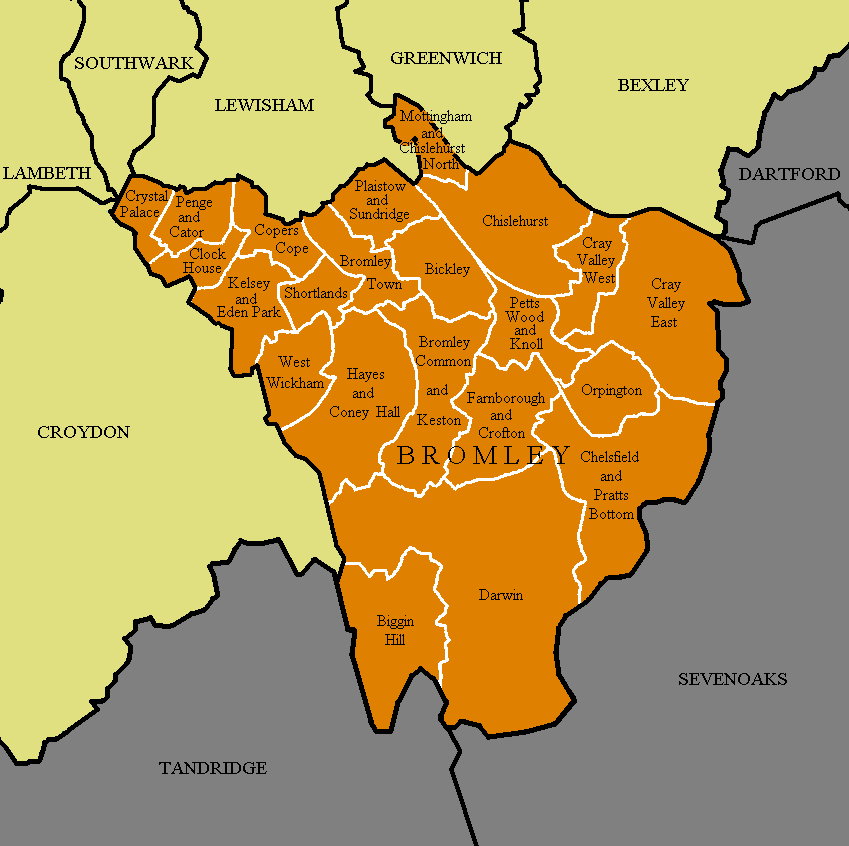
okręgi wyborcze Bromley

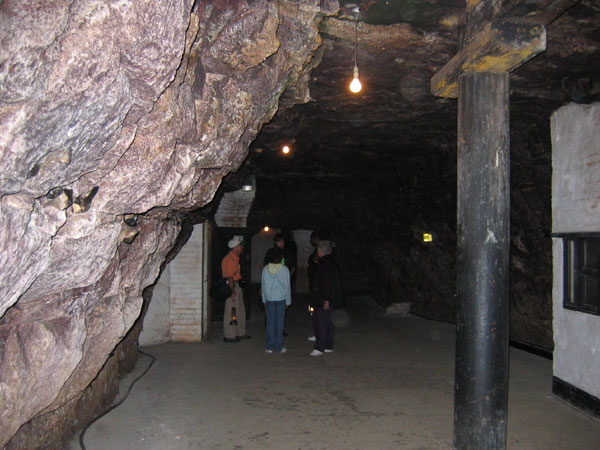
jaskinie Chislehurst

London Borough of Bromley – jedna z 32 gmin Wielkiego Londynu położona w jego południowo-wschodniej części. Wraz z 19 innymi gminami wchodzi w skład tzw. Londynu Zewnętrznego. Władzę stanowi Rada Gminy Bromley (ang. Bromley Council). Jest to największa londyńska gmina, na terenie której znajduje się także najwyższy punkt w Londynie - Westerham Heights w paśmie wzgórz North Downs.

## Historia
Gminę utworzono w 1965 roku na podstawie ustawy London Government Act 1963 z obszarów Bromley (ang. Municipal Borough of Bromley)  utworzonego w 1903 roku, Beckenham (ang. Municipal Borough of Beckenham)  utworzonego w 1935 roku, Penge (ang. Penge Urban District)  utworzonego w 1899 roku, Orpington (ang. Orpington Urban District)  utworzonego w 1934 roku oraz z  Chislehurst - części obszaru Chislehurst and Sidcup (ang.Chislehurst and Sidcup Urban District)  utworzonego w 1934 roku. W 1969 roku wieś Knockholt przestała być częścią gminy Bromley i została z powrotem dołączona do dystryktu Sevenoaks w hrabstwie Kent. Na terenie obecnej gminy znajdował się Pałac Kryształowy aż do 1936 roku, gdy spłonął. W trakcie Bitwy o Anglię lotnisko Biggin Hill było jednym z głównych lotnisk, na którym stacjonowały dywizjony strzegące Londynu. 

## Geografia
Gmina Bromley ma powierzchnię 150,15 km², graniczy od północnego zachodu w obrębie jednego skrzyżowania z Lambeth, od północy kolejno z Southwark, Lewisham, Greenwich i Bexley, od zachodu z Croydon, od południowego zachodu z dystryktem Tandridge w hrabstwie Surrey, zaś od południa i wschodu z dystryktem Sevenoaks w hrabstwie Kent.
W skład gminy Bromley wchodzą następujące obszary:
| - Anerley - Aperfield - Beckenham - Bickley - Biggin Hill - Bromley - Bromley Common - Chelsfield - Chislehurst - Coney Hall - Crystal Palace (także w Lambeth, Southwark, Lewisham i Croydon) - Cudham - Downe - Downham - Eden Park - Elmers End - Elmstead - Farnborough - Goddington - Green Street Green | - Hayes - Keston - Kevingtown - Leaves Green - Locksbottom - Longlands (także w Greenwich i Bexley) - Mottingham - Nash - Orpington - Penge - Petts Wood - Pratt's Bottom - Ruxley (także w Bexley) - Shortlands - Southborough - St Mary Cray - St Paul’s Cray - Sundridge - West Wickham |

Gmina dzieli się na 22 okręgi wyborcze, które nie pokrywają się dokładnie z podziałem na obszary, ale mieszczą się w czterech rejonach tzw. borough constituencies – Beckenham, 
Bromley and Chislehurst, Lewisham West and Penge i Orpington.
| - Bickley (Bromley and Chislehurst) - Biggin Hill (Orpington) - Bromley Common and Keston (Beckenham) - Bromley Town (Bromley and Chislehurst) - Chelsfield and Pratts Bottom (Orpington) - Chislehurst (Bromley and Chislehurst) - Clock House (Lewisham West and Penge) - Copers Cope (Beckenham) - Cray Valley East (Orpington) - Cray Valley West (Bromley and Chislehurst) - Crystal Palace (Lewisham West and Penge) | - Darwin (Orpington) - Farnborough and Crofton (Orpington) - Hayes and Coney Hall (Beckenham) - Kelsey and Eden Park (Beckenham) - Mottingham and Chislehurst North (Bromley and Chislehurst) - Orpington (Orpington) - Penge and Cator (Lewisham West and Penge) - Petts Wood and Knoll (Orpington) - Plaistow and Sundridge (Bromley and Chislehurst) - Shortlands (Beckenham) - West Wickham (Beckenham) |

## Demografia
W 2011 roku gmina Bromley miała 309 392 mieszkańców.
Podział mieszkańców według grup etnicznych na podstawie spisu powszechnego z 2011 roku:
| - Biali Brytyjczycy: 239 478 (77,4%) - Biali Irlandczycy: 4 463 (1,4%) - Podróżnicy irlandzcy: 580 (0,2%) - Pozostali biali: 16 349 (5,3%) - Mieszani Karaibowie: 3 897 (1,3%) - Mieszani Afrykanie: 1 335 (0,4%) - Mieszani Azjaci: 3 016 (1,0%) - Pozostali mieszani: 2 649 (0,9%) - Hindusi: 6 215 (2,0%) | - Pakistańczycy: 1 014 (0,3%) - Banglijczycy: 1 265 (0,4%) - Chińczycy: 2 768 (0,9%) - Pozostali Azjaci: 4 805 (1,6%) - Czarni Afrykanie: 9 819 (3,2%) - Czarni Karaibowie: 6 609 (2,1%) - Pozostali czarni: 2 258 (0,7%) - Arabowie: 870 (0,3%) - Pozostałe grupy etniczne: 2 002 (0,6%) |

Podział mieszkańców według wyznania na podstawie spisu powszechnego z 2011 roku:
- Chrześcijaństwo -  60,7%
- Islam – 2,5%
- Hinduizm – 1,6%
- Judaizm – 0,3%
- Buddyzm – 0,5%
- Sikhizm – 0,2%
- Pozostałe religie – 0,4%
- Bez religii – 26,0%
- Nie podana religia – 7,8%

Podział mieszkańców według miejsca urodzenia na podstawie spisu powszechnego z 2011 roku:
| - Wielka Brytania (264 648 – 85,54%) - Indie (3 474 – 1,12%) - Irlandia (3 256 – 1,05%) - Nigeria (2 299 – 0,74%) - Polska (1 903 – 0,62%) - Południowa Afryka (1 801 – 0,58%) - Jamajka (1 456 – 0,47%) - Niemcy (1 268 – 0,41%) - Sri Lanka (1 200 – 0,39%) - Francja (957 – 0,31%) - Włochy (971 – 0,31%) - Stany Zjednoczone (961 – 0,31%) - Australia (852 – 0,28%) - Ghana (863 – 0,28%) | - Kenia (832 – 0,27%) - Zimbabwe (825 – 0,27%) - Chiny (736 – 0,24%) - Filipiny (721 – 0,23%) - Bangladesz (618 – 0,20%) - Turcja (570 – 0,18%) - Litwa (539 – 0,17%) - Pakistan (541 – 0,17%) - Hiszpania (500 – 0,16%) - Iran (478 – 0,15%) - Rumunia (452 – 0,15%) - Portugalia (422 – 0,14%) - Somalia (288 – 0,09%) - pozostali (15 961 – 5,16%) |

## Transport

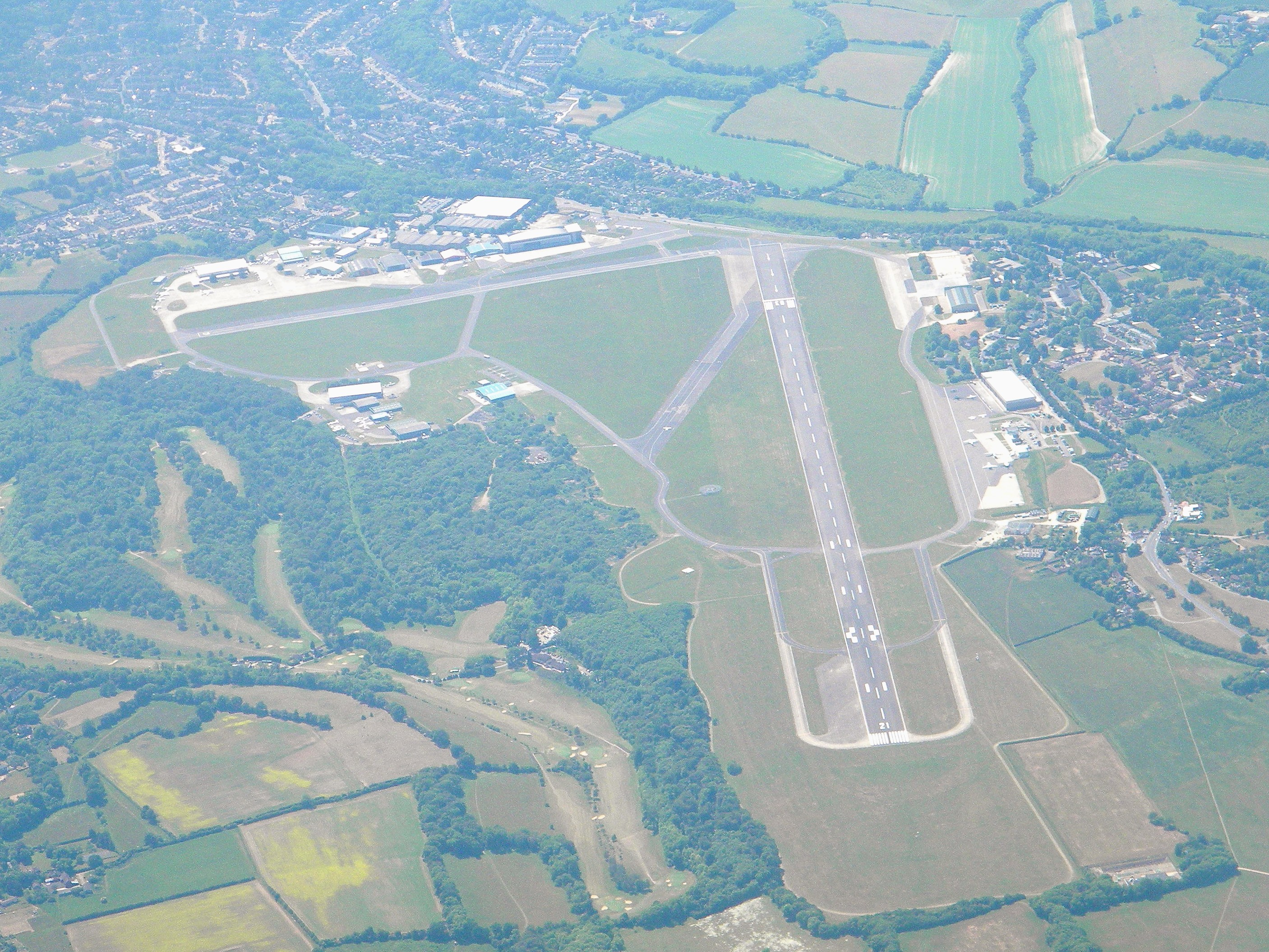
Port lotniczy Londyn-Biggin Hill

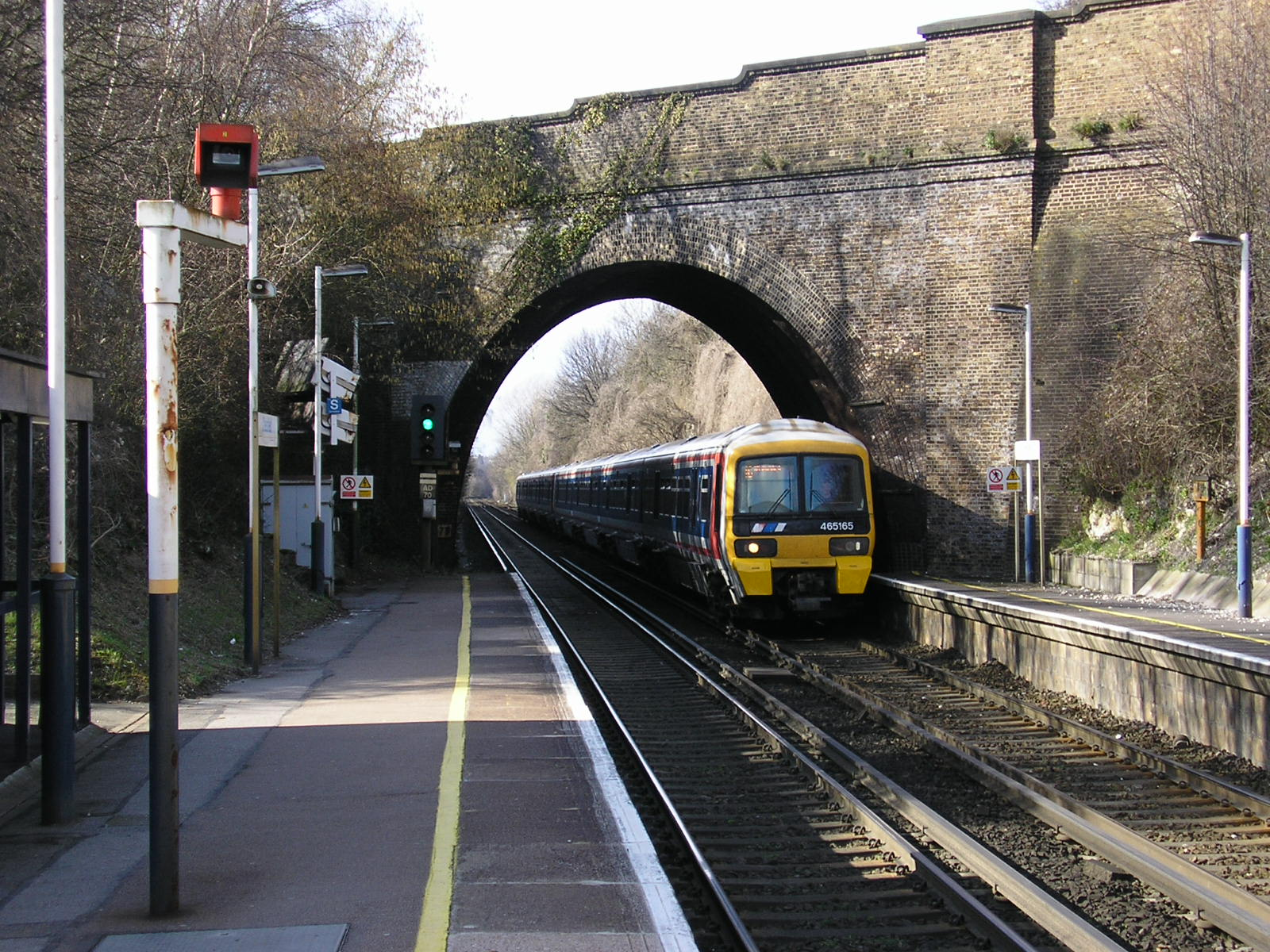
stacja Chelsfield

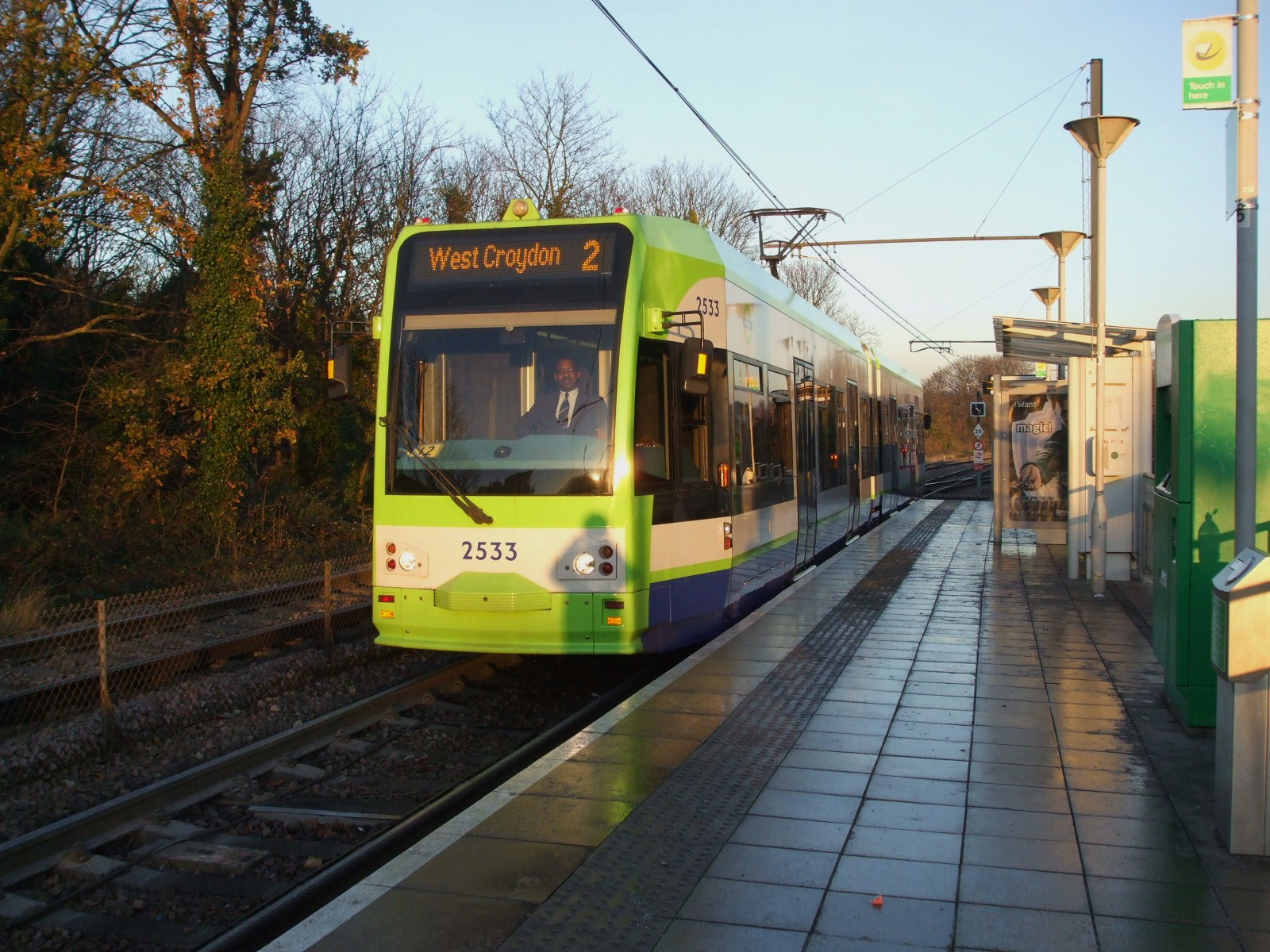
przystanek tramwajowy Beckenham Road

Na terenie Bromley znajduje się port lotniczy Londyn-Biggin Hill.
Bromley jest jedną z sześciu londyńskich gmin, przez którą nie przebiega ani jedna linia metra.
Pasażerskie połączenia kolejowe na terenie Bromley obsługują przewoźnicy: Southern, Southeastern i London Overground.
Stacje i przystanki kolejowe:
- Anerley
- Beckenham Hill
- Beckenham Junction
- Bickley
- Birkbeck
- Bromley North
- Bromley South
- Chelsfield
- Chislehurst
- Clock House
- Crystal Palace
- Eden Park
- Elmers End
- Elmstead Woods
- Hayes
- Kent House
- Knockholt (na granicy z Sevenoaks w hrabstwie Kent)
- Lower Sydenham (na granicy z Lewisham)
- New Beckenham
- Orpington
- Penge East
- Penge West
- Petts Wood
- Ravensbourne (na granicy z Lewisham)
- Shortlands
- St Mary Cray
- Sundridge Park
- West Wickham

Stacje London Overground:
- Anerley
- Crystal Palace
- Penge West

Na terenie gminy Bromley działa system komunikacji tramwajowej Tramlink.
Przystanki tramwajowe:
- Avenue Road
- Beckenham Junction
- Beckenham Road
- Birkbeck
- Elmers End

## Miejsca i muzea

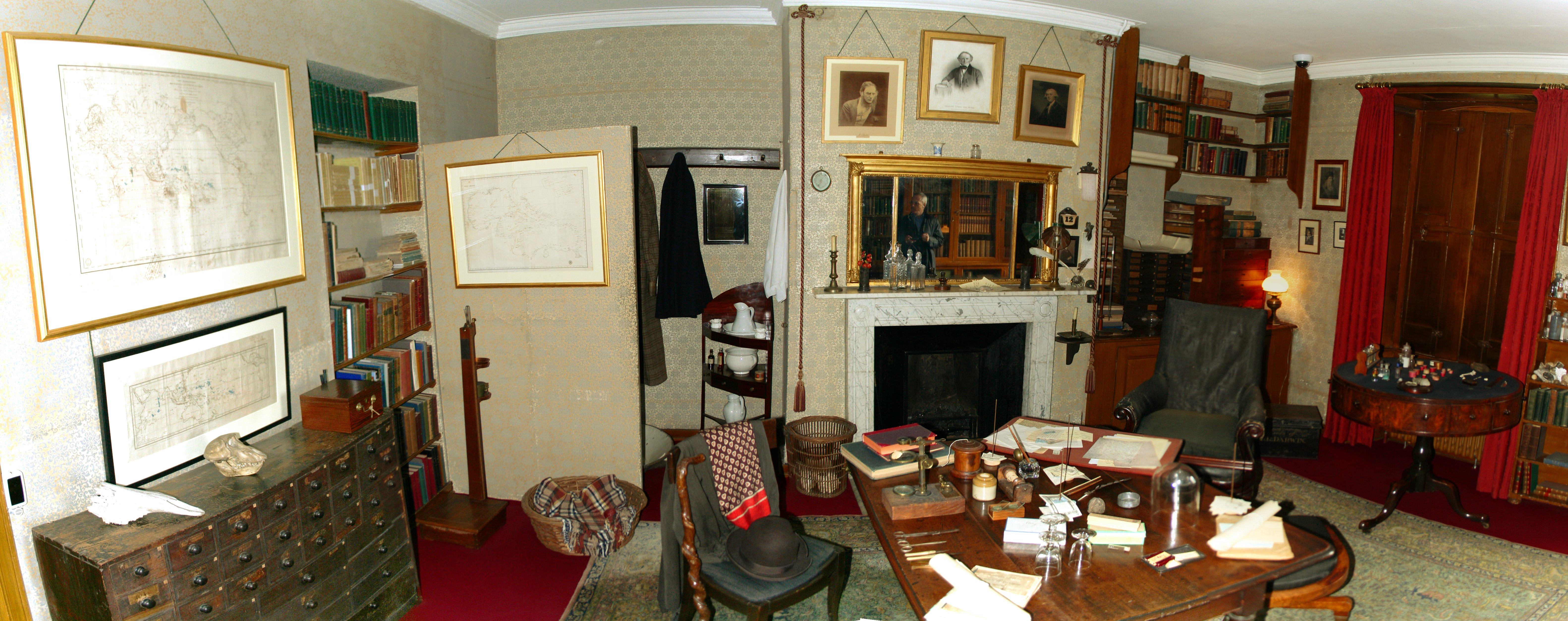
Down House

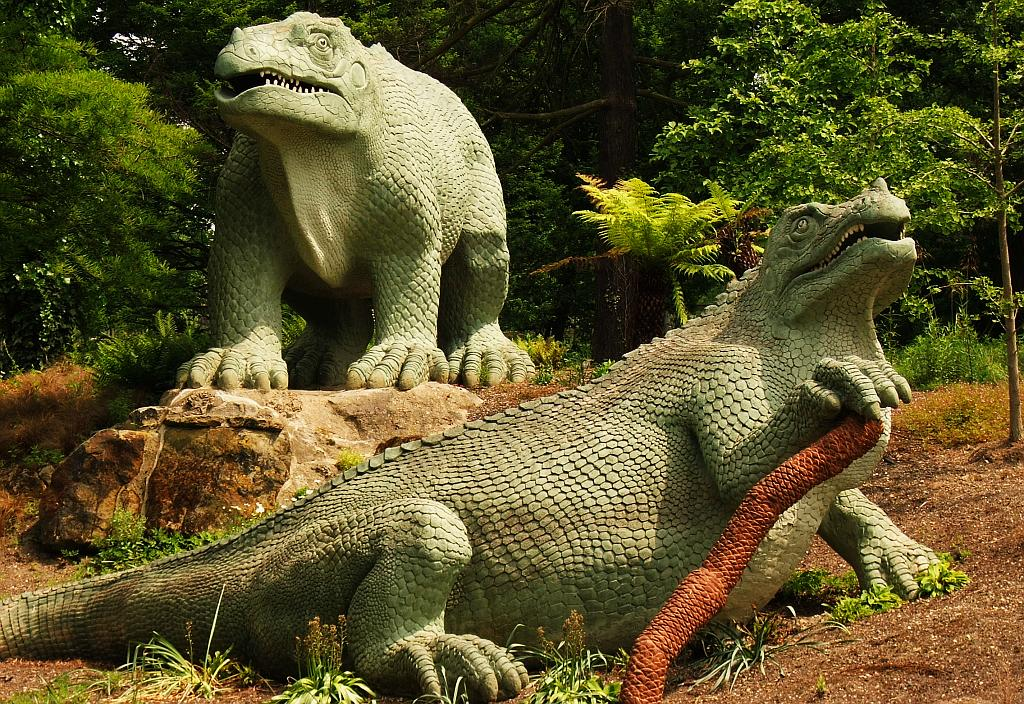
Park Crystal Palace

- Park Crystal Palace/Crystal Palace Museum[15]
- Bromley Museum[16]
- Bethlem Royal Hospital Archives and Museum[17]
- Beckenham Theatre Centre[18]
- Churchill Theatre[19]
- Wickham Theatre Centre[20]
- jaskinie Chislehurst (Chislehurst Caves)[21]
- Crofton Roman Villa[22]
- Bromley Arts Council[23]
- Crystal Palace National Sports Centre[24]
- Downe Scout Activity Centre[25]
- Down House (dom Charlesa Darwina)[26]
- Orpington Golf Centre[27]
- High Elms Golf Club[28]
- West Kent Golf Club[29]
- Cherry Lodge Golf Club[30]
- Langley Park Golf Club[31]
- Bromley Golf Club[32]
- Chelsfield Lakes Golf Centre[33]
- Chislehurst Golf Club[34]
- Sundridge Park Golf Club[35]
- Shortlands Golf Club[36]

## Edukacja
- Bromley Adult Education College[37]

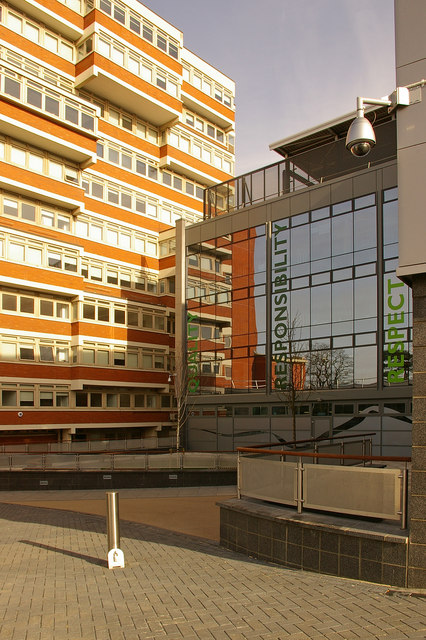
Bromley College (Orpington Campus)

- Bromley College of Further & Higher Education[38]
- Beaverwood School for Girls[39]
- Bishop Justus Church of England School[40]
- Bullers Wood School[41]
- Charles Darwin School[42]
- Coopers Technology College[43]
- Darrick Wood School[44]
- Harris Academy Beckenham[45]
- Harris Academy Bromley[46]
- Hayes School[47]
- Kemnal Technology College[48]
- Langley Park School for Boys[49]
- Langley Park School for Girls[50]
- Newstead Wood School[51]
- Ravens Wood School[52]
- St Olaves and St Saviours Grammar School[53]
- Priory School[54]
- Ravensbourne School[55]
- Babbington House Girls[56]
- Bishop Challoner School[57]
- Bromley High School[58]
- Eltham College[59]
- Wickham Court School[60]

## Znane osoby
W Bromley urodzili się m.in. 
- Herbert George Wells – powieściopisarz
- Alan Watts – filozof, mówca i pisarz
- Norman Cook – muzyk, producent i kompozytor tanecznej muzyki elektronicznej
- Duncan Jones – reżyser filmowy
- Topper Headon – muzyk
- Wilfred Baddeley – tenisista
- Stuart Bunce – aktor teatralny i filmowy
- Peter Frampton – muzyk
- Gary Paffett – kierowca wyścigowy
- David Sylvian – wokalista, kompozytor i instrumentalista
- Daniel King – szachista i dziennikarz
- Andrew Manze – skrzypek i dyrygent
- Pixie Lott – piosenkarka
- Philip Fotheringham-Parker – kierowca wyścigowy
- Gary O’Neil – piłkarz
- Francis Walsingham – polityk
- Mike Conway – kierowca wyścigowy
- Talbot Rothwell – scenarzysta filmowy i telewizyjny